# 甘棠院
甘棠院（かんとういん）は、埼玉県久喜市本町7丁目にある、第2代古河公方足利政氏が永正16年（1519年）に開いた寺院である。山号は永安山（えいあんざん）。臨済宗円覚寺派。

## 歴史
永正16年（1519年）、久喜に隠退した足利政氏は自らの館を寺として永安山甘棠院とし、子の貞巖（ていがん）を開山とした。その後、政氏に従ってきた家臣たちにより守られてきた。記録によると、政氏が館を寺に改めたのち、建物は天文17年（1548年）に火災により消失、翌年より再建に着手し、天文21年（1552年）に落成した。政氏以降の歴代の古河公方の葬儀は甘棠院で開催されたと伝えられている（ただし、第3代足利高基の葬儀に関する記録は残っていないため、不確定な要素がある）。
近世に入ってからも、徳川歴代将軍から朱印地100石を賜る格式を誇っていた。天明2年（1782年）より4年がかりで再び建て直しが行われている。さらに何回か手が加えられ、現在の本堂や庫裡は、昭和44年（1969年）からなされた大改修によって完成したものである。歴代住職についてみると、円覚寺や瑞泉寺との関係が深い。
甘棠院が所在している立地は住居表示以前かつて大字久喜本字馬場といい、周囲に比べ高台となっている。東側および西側は低地となっており、南側（南方）に久喜旧市街地が所在し、北側にはかつて大浦沼と称された湿地帯が所在していた。なお、甘棠院の東にある字芝崎には香雲院という末寺が存在していたが現在は廃寺となってその所在地も不明となっている。甘棠院の名が足利政氏の法号に由来してその墓が現存するように、香雲院も第5代足利義氏の法号に由来していると考えられるため、ここに義氏の墓があったとする説もある（小高春雄説）。

## 境内
- 本堂
- 墓地
- 梵鐘
- 足利政氏の墓

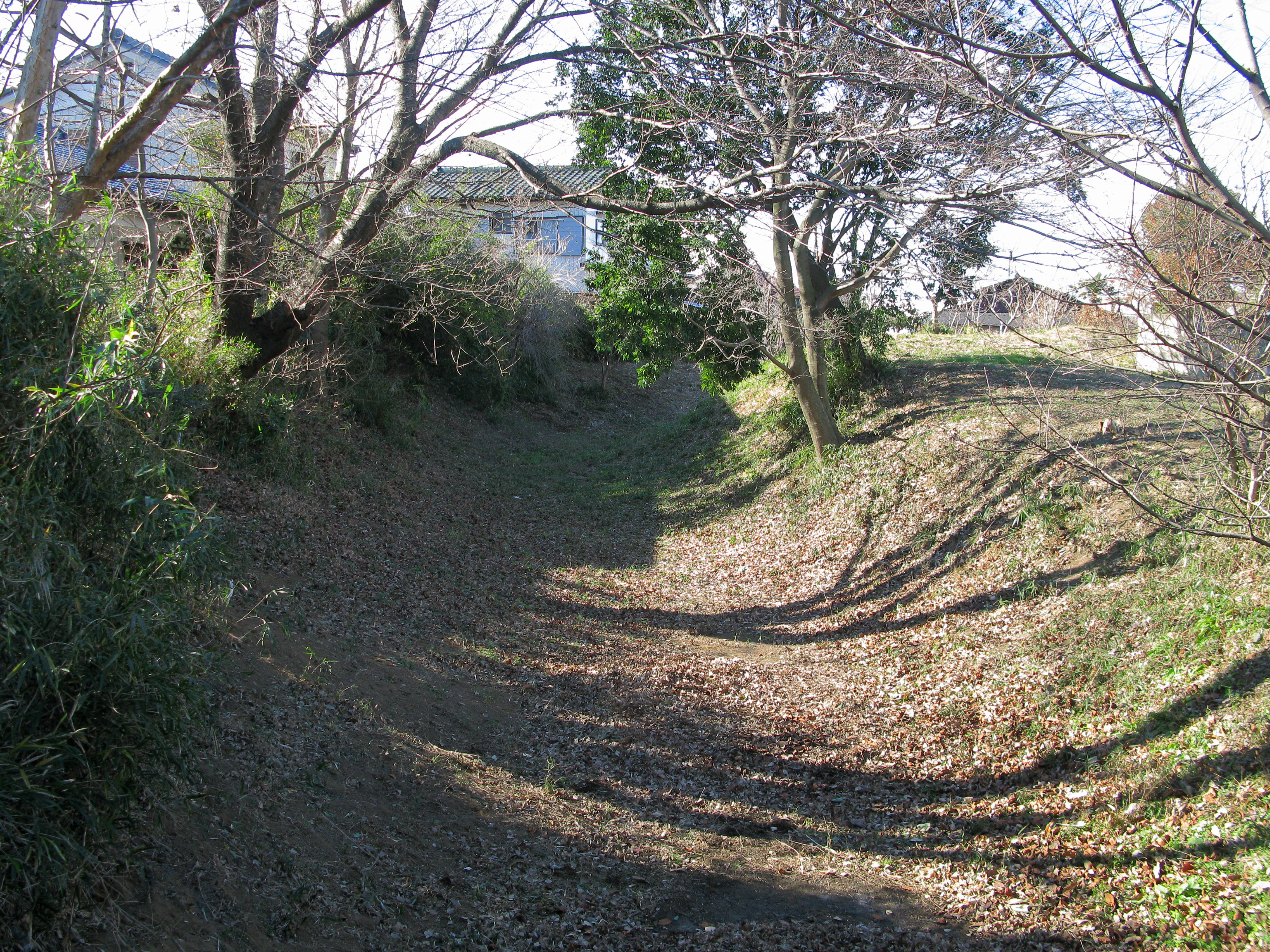
甘棠院をめぐる水堀跡

- 空堀 - 境内南側と西側に水堀跡が残る（現在は空堀）。
- 境内の井戸（現在は電動ポンプ）の水は、質がよいとされ、地元の寒梅酒造、小林酒造（現在は閉鎖、久喜市本町1丁目）などの酒蔵でこの水を日本酒の醸造に使用している。
- 境内北側の養護老人ホーム皆楽荘（久喜市上清久に移転）跡地は甘棠院史跡公園として整備されている。
- 境内南側の空堀南側には甘党院児童遊園という小さな公園が所在する。同公園内に山門および庚申塔が建立されている。

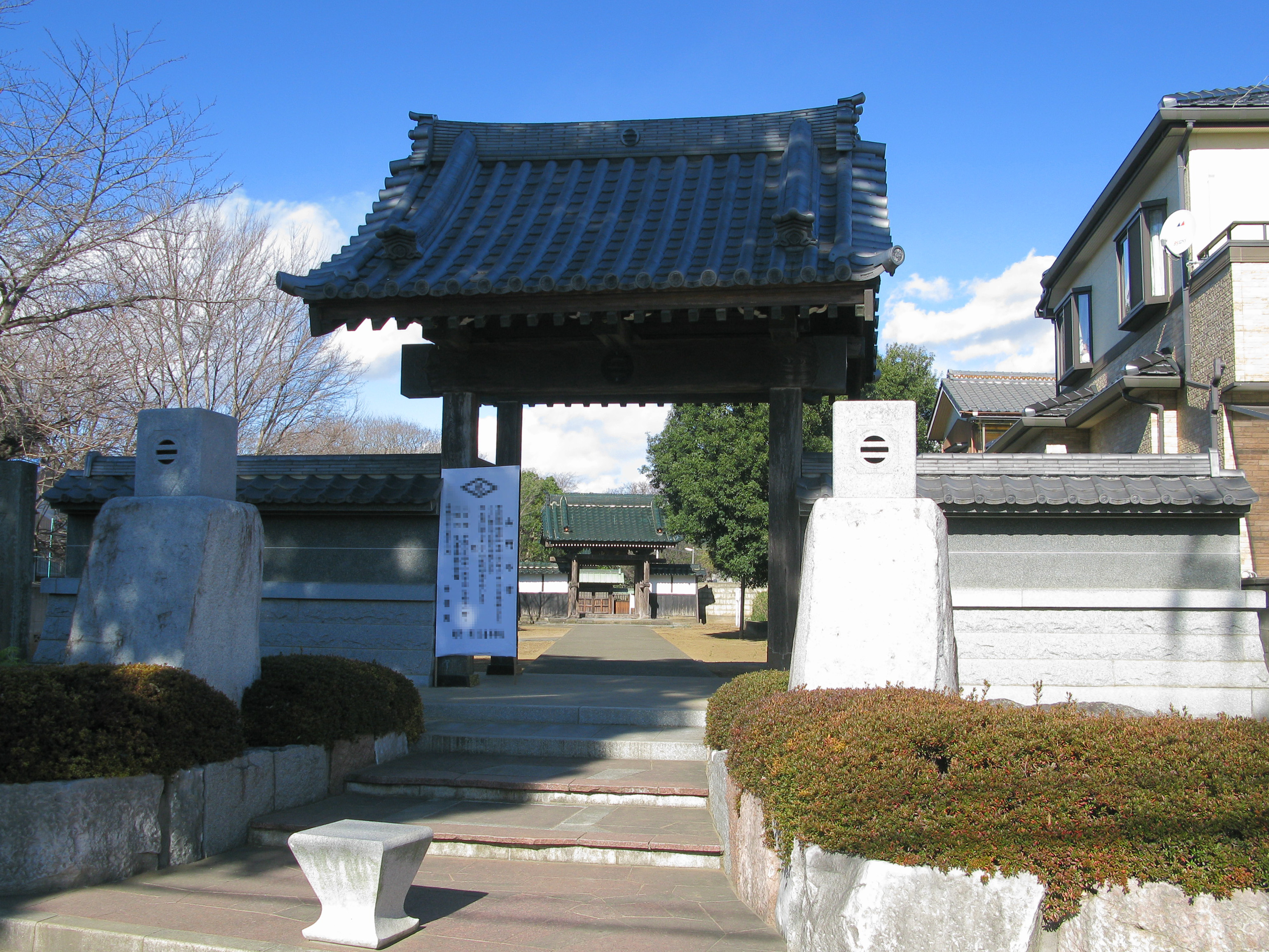
惣門

## 文化財

### 重要文化財（国指定）
- 紙本着色伝貞巖和尚画像

### 重要美術品（国認定）
- 十三仏版木
- 銅製九曜菊散双雀鏡 - 政氏夫人の遺品。

### 埼玉県指定有形文化財
- 絹本着色足利政氏像 - 政氏が没する10年前、55、6歳ごろの姿を写した寿像。

### 埼玉県指定史跡
- 足利政氏館跡及び墓 - 1925年（大正14年）3月31日指定。

### その他
- 紙本着色　足利政氏夫人像 - 政氏の肖像画と対。
- 歴代住職の頂相 - 開基像、開山像ほか先代20世までの画像。紙本着色。
- 足利政氏の書状 - 政氏が鎌倉の円覚寺146世芳林中恩に宛てたもの。
- 石臼
- 徳川歴代将軍朱印状（写）　付　朱印箱・朱印長持 - 天正19年（1591年）徳川家康による寄進状以来、将軍の代替わりのたびに改められ約100通。
- 鎮心丹版木
- 甘棠院由緒書 - 3点。
- 甘棠院掟書 - 安永9年7月。
- 谷文晁筆　絹本墨画　富士昇竜図
- 本尊　釈迦三尊像
- 紙本着色　釈迦涅槃図 - 春信筆
- 木造　足利政氏像 - 昭和42年（1967年）不審火のため消失。

### 甘棠院旧蔵の文化財
- 縹糸威最上胴丸具足（県指定有形文化財）（埼玉県立歴史と民俗の博物館蔵） - 政氏が幼年の頃に着用したもの。
- 道憲作十文字槍（県指定有形文化財）（埼玉県立歴史と民俗の博物館蔵） - 政氏の遺愛品。
- 源氏車紋鞍　付　障泥・鐙・轡（県指定有形文化財）（埼玉県立歴史と民俗の博物館蔵）

## アクセス
- 久喜駅西口より朝日バス菖蒲仲橋行に乗車、「本町1丁目（乗車約3分）」下車北側へ徒歩約3分。（運賃100円）
- 久喜駅西口より大和観光バス清久工業団地線もしくはアリオ鷲宮線に乗車、「甘棠院入口（乗車約3分）」下車北側へ徒歩約3分。（運賃150円）
- 久喜駅西口の久喜市内循環バスのりばから「久喜本循環　右回り」または「六万部・北中曽根循環」に乗車、「斉藤医院前（乗車約3分）」下車北側へ徒歩約4分。運賃はいずれも100円（1日乗車券は200円）[8]。
- 久喜駅西口より徒歩約15分。（道程約1km）